# Initiative populaire « Droit au travail » (1946)
Cet article concerne l'initiative populaire de 1946. Pour l'initiative homonyme refusée par le peuple en 1894, voir Initiative populaire « Droit au travail » (1894). Pour la liste complète, voir Liste des initiatives populaires en Suisse.
L'initiative populaire  « Droit au travail » est une initiative populaire fédérale suisse, rejetée par le peuple et les cantons le 8 décembre 1946.

## Contenu
L'initiative propose de créer un nouvel article 32 dans la Constitution fédérale garantissant le « droit au travail » à tout Suisse valide, grâce à une organisation centralisée du travail au niveau de la Confédération et des cantons ainsi qu'à l'encouragement aux initiatives privées et à la mise en place d'une assurance chômage.
Le texte complet de l'initiative peut être consulté sur le site de la Chancellerie fédérale.

## Déroulement

### Contexte historique
La notion de « droit au travail », compris comme étant le droit au plein emploi et non à celui de la liberté de choisir son emploi, existe en Suisse depuis la seconde moitié du XIXe siècle sous la forme d'une revendication systématique du Parti socialiste. C'est d'ailleurs ce parti qui dépose, le 29 août 1893, une première Initiative populaire « Droit au travail » ; celle-ci sera largement refusée en votation populaire le 3 juin 1894.
Le sujet revient sur le plan fédéral à la suite de la crise économique de 1930 via une motion déposée au Conseil national par le député Gottlieb Duttweiler qui demande au Conseil fédéral de « mettre à l'étude un article constitutionnel qui garantisse lo droit au travail à tout citoyen, suisse et, d'autre part, sous réserve du droit à l'assistance pour les personnes valides d'un certain âge, qui oblige au travail tout habitant valide qui bénéficie des ressources de la collectivité ». Cette motion ayant été rejetée, le parti dirigé par Gottlieb Duttweiler reprend alors cette proposition sous la forme d'une initiative populaire.

### Récolte des signatures et dépôt de l'initiative
La récolte des 50 000 signatures nécessaires a débuté le 11 octobre 1942. L'initiative a été déposée le 6 mai de l'année suivante à la chancellerie fédérale qui l'a déclarée valide le 27 mai.

### Discussions et recommandations des autorités
Le parlement et le Conseil fédéral recommandent le rejet de cette initiative. Dans son message aux Chambres fédérales, le gouvernement décrit en détail les mesures que devraient prendre les autorités pour assurer le plein emploi ; ces mesures porteraient un coup fatal, selon le document, à la liberté de choisir une profession,
à la liberté d'établissement, à la liberté de contracter ainsi qu'à la liberté du commerce et de l'industrie.
Bien que les initiants aient prévu de retirer leur initiative en cas de contre-projet direct, le Conseil fédéral, soutenu par le Parlement, décide de ne pas utiliser cette possibilité.

### Votation
Soumise à la votation le 8 décembre 1946, l'initiative est refusée par la totalité des 19 6/2 cantons et par 80,8 % des suffrages exprimés. Le tableau ci-dessous détaille les résultats par cantons : 

## Effets
L'année suivante, une Initiative populaire « concernant la réforme économique et les droits du travail » sur le même thème est proposée par le Parti socialiste suisse. Cette initiative connaîtra le même sort que celle de l'Alliance des Indépendants avec 80,2 % de refus.